# 해킹팀
해킹팀(HackingTeam)은 정부, 법 집행 기관 및 기업에 공격적인 침입 및 감시 기능을 판매하는 밀라노에 본사를 둔 정보기술 회사였다. "원격 제어 시스템"을 사용하면 정부와 기업이 인터넷 사용자의 통신을 모니터링하고, 암호화된 파일과 이메일을 해독하고, 스카이프 및 기타 VoIP(음성 인터넷 프로토콜) 통신을 녹음하고, 대상 컴퓨터에서 마이크와 카메라를 원격으로 활성화할 수 있다. 해킹팀은 소프트웨어가 비윤리적으로 사용되는 경우 소프트웨어를 비활성화할 수 있다고 밝혔지만 회사는 인권 기록이 열악한 정부에 이러한 기능을 제공했다는 이유로 비판을 받았다. 이탈리아 정부는 유럽 이외의 국가와의 사업 허가를 제한했다.
해킹팀은 이탈리아 사무소에 약 40명의 직원을 고용하고 있으며 아나폴리스, 워싱턴 D.C. 및 싱가포르에 자회사 지점을 두고 있다. 해당 제품은 6개 대륙에 걸쳐 수십 개 국가에서 사용되고 있다.